# Grenilles
Grenilles (toponimo francese) è una frazione del comune svizzero di Gibloux, nel Canton Friburgo (distretto della Sarine).

## Storia

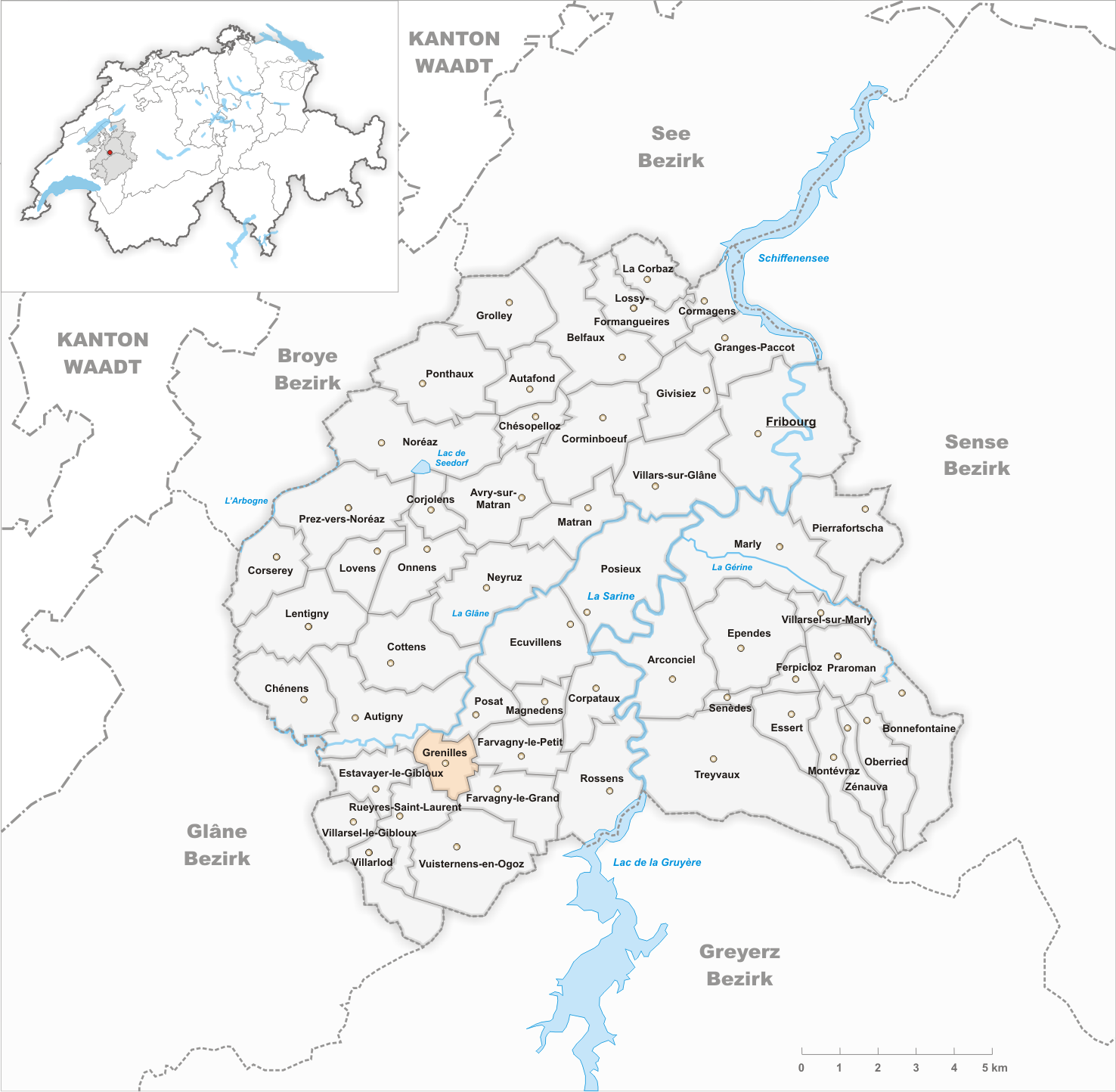
Il territorio del comune di Grenilles prima degli accorpamenti comunali del 1996

Già comune autonomo, il 1º gennaio 1996 è stato accorpato agli altri comuni soppressi di Farvagny-le-Grand, Farvagny-le-Petit e Posat per formare il nuovo comune di Farvagny, il quale a sua volta il 1º gennaio 2016 è stato accorpato agli altri comuni soppressi di Corpataux-Magnedens, Le Glèbe, Rossens e Vuisternens-en-Ogoz per formare il nuovo comune di Gibloux.

## Società

### Evoluzione demografica
L'evoluzione demografica è riportata nella seguente tabella:
Abitanti censiti

## Amministrazione
Ogni famiglia originaria del luogo fa parte del comune patriziale che ha la responsabilità della manutenzione di ogni bene comune.